# Pterodaustro

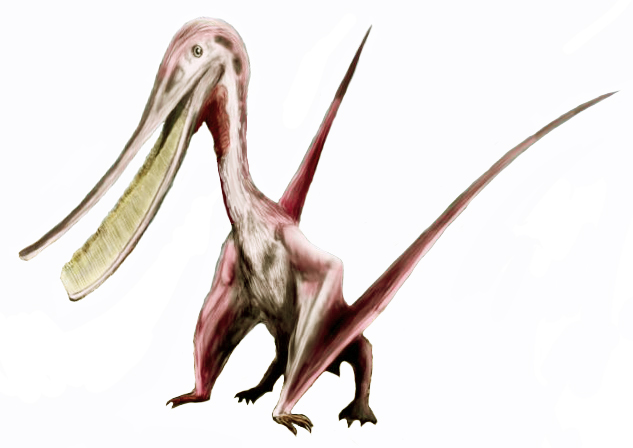
Künstlerische Lebenddarstellung

 Pterodaustro  („Süd-Flügel“) ist eine hochspezialisierte Gattung von Kurzschwanzflugsauriern (Pterodactyloidea) aus der frühen südamerikanischen Unterkreide (Aptium bis Albium, vor etwa 125 bis 100 Millionen Jahren). Diese Gattung zählt zur Gruppe der Ctenochasmatidae. Es handelt sich um den am besten bekannten Flugsaurier Südamerikas. Die einzige bekannte Art ist Pterodaustro guinazui.

## Merkmale und Entwicklungsbiologie
Pterodaustro ist durch Exemplare aus sämtlichen Altersstufen bekannt, die eine Flügelspannweite von bis zu 2,5 Meter erreichten. Das kleinste bekannte Exemplar ist ein sich noch im Ei befindlicher Embryo, der eine Flügelspannweite von 27 Zentimeter aufweist. Der Schädel endete in einem nach oben gebogenen Schnabel, dessen Unterkiefer mit annähernd 1000 langen, bürstenartigen und wohl auch elastischen „Zähnen“ besetzt war. Auf einen Zentimeter kamen 24 Zähne. Zusammen bilden sie einen reusenartigen Filterapparat, der vielleicht zum Fang von Kleinkrebsen im Wasser benutzt wurde, ähnlich wie es Flamingos heute tun.
Knochenhistologische Untersuchungen an Knochenquerschnitten konnten das Wachstumsmuster dieses Flugsauriers rekonstruieren. So wuchsen Jungtiere sehr schnell, bis sie mit ca. zwei Jahren ihre Geschlechtsreife und etwa 53 % ihrer endgültigen Körpergröße erreichten. In den folgenden 3 bis 4 Jahren setzte sich das Wachstum verlangsamt fort.

## Funde und Forschungsgeschichte
Die ersten Fossilien entdeckte José Bonaparte 1963 in einem heute als „Loma del Pterodaustro“ bekannten kleinen Steinbruch der Lagarcito-Formation in der Provinz San Luis in Argentinien. Umfangreiche Grabungen wurden in diesem Steinbruch etwa 30 Jahre später durchgeführt, zwischen 1994 und 1998. Diese Grabungen brachten hunderte Exemplare zutage, von denen im Jahr 2007 bereits etwa 250 präpariert waren. Während der Großteil dieser Exemplare lediglich fragmentarisch erhalten sind, konnten zwei vollständige artikulierte Skelette und vier artikulierte, jedoch schädellose Skelette entdeckt werden.
Der aus der La-Cruz-Formation stammende Puntanipterus ist wahrscheinlich ein Synonym von Pterodaustro. Auch in Chile, in der Provinz Antofagasta, wurden Schädelbruchstücke und ein Oberarmknochen von Pterodaustro gefunden.
Pterodaustro wurde 1970 von Bonaparte erstmals wissenschaftlich beschrieben, basierend auf einen Oberarmknochen und einigen weiteren Skelettelementen.